# Criomacha
Criomacha là một chi bướm đêm thuộc họ Geometridae.